# Pavle Reljić
Pavle Reljić (in serbo Павле Рељић?; Belgrado, 9 agosto 1993) è un cestista serbo.